# Return of the Mack
"Return of the Mack" là một bài hát của nghệ sĩ thu âm người Anh quốc Mark Morrison nằm trong album phòng thu đầu tay của anh cùng tên (1996). Nó được phát hành như là đĩa đơn thứ ba trích từ album vào ngày 18 tháng 3 năm 1996 ở Vương quốc Anh và ở Hoa Kỳ vào ngày 16 tháng 2 năm 1997 bởi Atlantic Records và Warner Music Group. Bài hát được đồng viết lời và sản xuất bởi Morrison và Phil Chill, người cũng tham gia thực hiện cho hầu hết những tác phẩm từ Return of the Mack, trong đó sử dụng đoạn nhạc mẫu từ bài hát năm 1992 của Chuckii Booker "Games", được đồng viết lời bởi Chuckii Booker, Gerald Levert và C.J. Anthony, cũng như bài hát năm 1981 của Tom Tom Club "Genius of Love", do Adrian Belew, Chris Frantz,Steven Stanley và Tina Weymouth viết lời. "Return of the Mack" là một bản R&B mang nội dung đề cập đến việc một người đàn ông phát hiện bản thân bị lừa gối bởi người bạn gái và anh quyết định quay lại cách sống trước đây của mình.
Sau khi phát hành, "Return of the Mack" nhận được những phản ứng tích cực từ các nhà phê bình âm nhạc, trong đó họ đánh giá cao giai điệu hấp dẫn và quá trình sản xuất nó, đồng thời gọi đây là một điểm nhấn nổi bật từ album. Ngoài ra, bài hát còn gặt hái nhiều giải thưởng và để cử tại những lễ trao giải lớn, bao gồm một đề cử tại giải Brit năm 1997 ở hạng mục Đĩa đơn Anh quốc của năm. "Return of the Mack" cũng tiếp nhận những thành công vượt trội về mặt thương mại, đứng đầu bảng xếp hạng ở Vương quốc Anh và là đĩa đơn duy nhất của Morrison làm được điều này, đồng thời lọt vào top 10 ở hầu hết những quốc gia bài hát xuất hiện, bao gồm vươn đến top 5 ở những thị trường lớn như Úc, Đan Mạch, Đức, Ireland, New Zealand, Na Uy và Thụy Điển. Tại Hoa Kỳ, nó nắm giữ vị trí thứ hai trên bảng xếp hạng Billboard Hot 100 trong một tuần, trở thành đĩa đơn đầu tiên và duy nhất trong sự nghiệp của anh vươn đến top 5 cũng như đạt thứ hạng cao nhất tại đây.
Video ca nhạc cho "Return of the Mack" được đạo diễn bởi Jake Nava, cộng tác viên quen thuộc đã hợp tác với Morrison trong hầu hết video cho những đĩa đơn từ Return of the Mack, trong đó bao gồm những cảnh anh lái xe xung quanh nhiều khu vực trong thành phố của Luân Đôn. Để quảng bá bài hát, nam ca sĩ đã trình diễn nó trên nhiều chương trình truyền hình và lễ trao giải lớn, bao gồm Later... With Jools Holland, Top of the Pops, Smash Hits Poll Winners Party năm 1996 và giải Brit năm 1997. Được ghi nhận là bài hát trứ danh trong sự nghiệp của Morrison, "Return of the Mack" đã được hát lại và sử dụng làm nhạc mẫu bởi nhiều nghệ sĩ, như Snoop Dogg, Mann, Iyaz, French Montana, Wale, Wiz Khalifa, Big Boi, Fetty Wap, Desiigner và Post Malone, cũng như xuất hiện trên nhiều tác phẩm điện ảnh và truyền hình khác nhau, bao gồm Entourage, EastEnders, It's Always Sunny In Philadelphia, Kill Your Friends, Legends of Tomorrow, Master of None và New Girl.

## Danh sách bài hát
| - Đĩa CD tại châu Âu và Anh quốc 1. "Return of the Mack" (C&J radio chỉnh sửa) – 3:32 2. "Return of the Mack" (Joe T. Vannelli Light radio chỉnh sửa) – 3:57 3. "Return of the Mack" (C&J Street phối/bản album tại Anh quốc) – 4:34 4. "Return of the Mack" (Terence Dackombe Mind Tricks phối) – 3:46 5. "Return of the Mack" (D-Influence phối) – 4:29 6. "Return of the Mack" (Full Crew phối) – 3:56 7. "Return of the Mack" (Sir Gant phối) – 4:58 - Đĩa 7" tại Anh quốc 1. "Return of the Mack" (C&J Street phối) – 4:36 2. "Return of the Mack" (D-Influence Vibe phối) – 4:33 | - Đĩa CD maxi tại Hoa Kỳ 1. "Return of the Mack" (C&J X-tended radio chỉnh sửa/bản album tại Hoa Kỳ) – 7:20 2. "Return of the Mack" (Da Beatminerz phối lại) – 4:39 3. "Return of the Mack" (Accappella Of The Mack) – 2:56 4. "Trippin'" (C&J Street phối) – 4:23 5. "Trippin'" (Salaam Remi phối) – 4:23 6. "Return of the Mack" (không lời) – 5:53 - Đĩa 12" tại Anh quốc 1. "Return of the Mack" (C&J Street phối/bản album tại Anh quốc) – 4:34 2. "Return of the Mack" (D-Influence phối) – 4:29 3. "Return of the Mack" (Joe T. Vannelli Light phối) – 7:30 4. "Return of the Mack" (Joe T. Vannelli X-tended Corvette phối) – 6:44 |

## Xếp hạng
| Bảng xếp hạng (1996-97)                  | Vị trí cao nhất |
| ---------------------------------------- | --------------- |
| Úc (ARIA)                                | 2               |
| Áo (Ö3 Austria Top 40)                   | 7               |
| Bỉ (Ultratop 50 Flanders)                | 12              |
| Bỉ (Ultratop 50 Wallonia)                | 7               |
| Canada (RPM)                             | 17              |
| Canada Dance/Urban (RPM)                 | 1               |
| Đan Mạch (Tracklisten)                   | 5               |
| Châu Âu (European Hot 100 Singles)       | 5               |
| Pháp (SNEP)                              | 12              |
| Đức (Official German Charts)             | 5               |
| Ireland (IRMA)                           | 2               |
| Ý (FIMI)                                 | 25              |
| Hà Lan (Dutch Top 40)                    | 3               |
| Hà Lan (Single Top 100)                  | 6               |
| New Zealand (Recorded Music NZ)          | 3               |
| Na Uy (VG-lista)                         | 4               |
| Scotland (OCC)                           | 5               |
| Thụy Điển (Sverigetopplistan)            | 2               |
| Thụy Sĩ (Schweizer Hitparade)            | 7               |
| Anh Quốc (OCC)                           | 1               |
| Hoa Kỳ Billboard Hot 100                 | 2               |
| Hoa Kỳ Hot R&B/Hip-Hop Songs (Billboard) | 4               |
| Hoa Kỳ Pop Airplay (Billboard)           | 3               |
| Hoa Kỳ Rhythmic (Billboard)              | 1               |

| Bảng xếp hạng (1996)                 | Vị trí |
| ------------------------------------ | ------ |
| Australia (ARIA)                     | 8      |
| Belgium (Ultratop 50 Flanders)       | 82     |
| Belgium (Ultratop 50 Wallonia)       | 59     |
| Denmark (Tracklisten)                | 29     |
| Europe (European Hot 100 Singles)    | 17     |
| France (SNEP)                        | 36     |
| Germany (Official German Charts)     | 25     |
| Netherlands (Dutch Top 40)           | 21     |
| Netherlands (Single Top 100)         | 54     |
| New Zealand (Recorded Music NZ)      | 17     |
| Norway Spring Period (VG-lista)      | 13     |
| Sweden (Sverigetopplistan)           | 19     |
| Switzerland (Schweizer Hitparade)    | 34     |
| UK Singles (Official Charts Company) | 5      |
| Bảng xếp hạng (1997)                 | Vị trí |
| Canada Dance/Urban (RPM)             | 3      |
| US Billboard Hot 100                 | 8      |
| US Hot R&B/Hip-Hop Songs (Billboard) | 13     |

| Bảng xếp hạng (1990–99)              | Vị trí |
| ------------------------------------ | ------ |
| UK Singles (Official Charts Company) | 40     |
| US Billboard Hot 100                 | 100    |

| Bảng xếp hạng                        | Vị trí |
| ------------------------------------ | ------ |
| UK Singles (Official Charts Company) | 281    |
| US Billboard Hot 100                 | 570    |

## Chứng nhận
| Quốc gia | Chứng nhận | Số đơn vị/doanh số chứng nhận |
| --- | ---------- | ----------------------------- |
| Úc (ARIA) | Bạch kim   | 70.000^                       |
| Pháp (SNEP) | Vàng       | 250.000*                      |
| Đức (BVMI) | Vàng       | 250.000^                      |
| New Zealand (RMNZ) | Bạch kim   | 10.000*                       |
| Anh Quốc (BPI) | Bạch kim   | 1,033,198                     |
| Hoa Kỳ (RIAA) | Bạch kim   | 1,400,000                     |
| * Chứng nhận dựa theo doanh số tiêu thụ. ^ Chứng nhận dựa theo doanh số nhập hàng. ‡ Chứng nhận dựa theo doanh số tiêu thụ và phát trực tuyến. |            |                               |